# Jaturapat Sattham
Jaturapat Sattham (thailändisch จตุรพัช สัทธรรม, * 15. Juni 1999 in Khon Kaen) ist ein thailändischer Fußballspieler.

## Karriere

### Verein
Jaturapat Sattham erlernte das Fußballspielen in der Jugendakademie von Osotspa. 2017 spielte er beim Bangkok Christian College FC in Bangkok. Der Club spielte in der vierten Liga, der Thai League 4, in der Region Bangkok. 2018 wechselte er zum Erstligisten Chainat Hornbill FC nach Chainat. Die Rückserie 2018 wurde an den Ligakonkurrenten Ubon UMT United nach Ubon Ratchathani ausgeliehen. Mit dem Club stieg er am Ende der Saison in die zweite Liga ab. Ende 2019 musste auch Chainat den Weg in die zweite Liga antreten. 2020 unterschrieb er einen Vertrag beim Erstligisten Port FC in Bangkok. Bis Juli bestritt er ein Erstligaspiel für Port. Im Juli 2020 wechselte er auf Leihbasis zum Ligakonkurrenten Samut Prakan City FC nach Samut Prakan. Nach der Ausleihe kehrte Sattham Ende 2020 zu Port zurück. Im Juni 2022 wurde er vom Ligakonkurrenten Nakhon Ratchasima FC ausgeliehen. Am Ende der Saison 2022/23 musste er mit dem Verein aus Nakhon Ratchasima in die zweite Liga absteigen. Nach der Ausleihe kehrte er im Sommer 2023 zu Port zurück. Nach insgesamt 31 Ligaspielen für Port wechselte er Anfang Dezember 2024 zum Ligarivalen Muangthong United. Am 24. Mai 2025 stand er mit Muangthong im Finale des FA Cups, das man mit 3:2 gegen den Meister Buriram United verlor.

### Nationalmannschaft
Von 2017 bis 2020 absolvierte Jaturapat mindestens zwölf Partien für diverse thailändische Jugendauswahlen. Mit der U-23 gewann er bei den Südostasienspielen 2021 in Vietnam die Silbermedaille. Am 29. Mai 2021 debütierte er dann auch für dessen A-Nationalmannschaft bei einem Testspiel gegen Tadschikistan (2:2) in Schardscha.

## Erfolge

### Verein
Muangthong United
- Thailändischer Pokalfinalist: 2024/25

### Nationalmannschaft
- Silbermedaille bei den Südostasienspielen: 2021